# NIPA2
NIPA2 (англ. Non imprinted in Prader-Willi/Angelman syndrome 2) – білок, який кодується однойменним геном, розташованим у людей на короткому плечі 15-ї хромосоми. Довжина поліпептидного ланцюга білка становить 360 амінокислот, а молекулярна маса — 39 185.
| 10         |  | 20         |  | 30         |  | 40         |  | 50         |
| ---------- |  | ---------- |  | ---------- |  | ---------- |  | ---------- |
| MSQGRGKYDF |  | YIGLGLAMSS |  | SIFIGGSFIL |  | KKKGLLRLAR |  | KGSMRAGQGG |
| HAYLKEWLWW |  | AGLLSMGAGE |  | VANFAAYAFA |  | PATLVTPLGA |  | LSVLVSAILS |
| SYFLNERLNL |  | HGKIGCLLSI |  | LGSTVMVIHA |  | PKEEEIETLN |  | EMSHKLGDPG |
| FVVFATLVVI |  | VALILIFVVG |  | PRHGQTNILV |  | YITICSVIGA |  | FSVSCVKGLG |
| IAIKELFAGK |  | PVLRHPLAWI |  | LLLSLIVCVS |  | TQINYLNRAL |  | DIFNTSIVTP |
| IYYVFFTTSV |  | LTCSAILFKE |  | WQDMPVDDVI |  | GTLSGFFTII |  | VGIFLLHAFK |
| DVSFSLASLP |  | VSFRKDEKAM |  | NGNLSNMYEV |  | LNNNEESLTC |  | GIEQHTGENV |
| SRRNGNLTAF |  |            |  |            |  |            |  |            |

A: Аланін

C: Цистеїн

D: Аспарагінова кислота

E: Глутамінова кислота

F: Фенілаланін

G: Гліцин

H: Гістидин

I: Ізолейцин

K: Лізин

L: Лейцин

M: Метіонін

N: Аспарагін

P: Пролін

Q: Глутамін

R: Аргінін

S: Серин

T: Треонін

V: Валін

W: Триптофан

Задіяний у таких біологічних процесах, як транспорт іонів, транспорт, альтернативний сплайсинг. 
Білок має сайт для зв'язування з іоном магнію. 
Локалізований у клітинній мембрані, мембрані, ендосомах.